# Patriarcha Gruzji

## ArcybiskupiMcchety, 335–467
- 335–363 – Jan I
- 363–375 – Jakub
- 375–390 – Hiob
- 390–400 – Eliasz I
- 400–410 – Szymon I
- 410–425 – Mojżesz
- 425–429 – Jonasz
- 429–433 – Jeremiasz
- 433–434 – Grzegorz I
- 434–436 – Bazyli I
- 436–448 – Glonakor
- 448–452 – Iovel I
- 452–467 – Michał I

## KatolikosiIberii467–1010
- 467–474 – Piotr I
- 474–502 – Samuel I
- 502–510 – Gabriel I
- 510–516 – Tawfechag I
- 516–523 – Chimaga
- 523–532 – Sawa I
- 532–544 – Eulaliusz I
- 544–553 – Samuel II
- 553–569 – Makary
- 569–575 – Szymon II
- 575–582 – Samuel III
- 582–591 – Samuel IV
- 591–595 – Bartłomiej
- 595–610 – Kirion I
- 610–619 – Jan II
- 619–629 – Babilon
- 629–634 – Tabor
- 634–640 – Samuel V
- 640–649 – Eunomiusz
- 649–664 – Tawfechag II
- 664–668 – Eulaliusz II
- 668–670 – Iovel II
- 670–677 – Samuel VI
- 677–678 – Jerzy I
- 678–683 – Kirion II
- 683–685 – Izydor-Bozidi
- 685–689 – Teodor I lub Teodozjusz
- 689–720 – Piotr II
- 720–731 – Talal
- 731–744 – Mamaj
- 744–760 – Jan III
- 760–767 – Grzegorz II
- 767–774 – Sarmeane
- 774–780 – Michał II
- 780–790 – Samuel VII
- 791–802 – Cyryl I
- 802–814 – Grzegorz III
- 814–826 – Samuel VIII
- 826–838 – Jerzy II
- 838–850 – Gabriel II
- 850–860 – Hilarion
- 860–887 – Arseniusz I
- 887–900 – Ewsuki
- 900–914 – Klemens
- 914–930 – Bazyli II
- 930–944 – Michał III
- 944–955 – Dawid I
- 955–980 – Arseniusz II
- 980–1001 – Jan Chryzostom I
- 1001–1010 – Szymon III

## Katolikosi – patriarchowieGruzińskiego Kościoła Prawosławnego, 1010–1811
- 1010–1030 – Melchizedek I
- 1031–1039 – Jan Chryzostom II
- 1039–1045 – Melchizedek I, ponownie
- 1045–1049 – Okropir Jan II, ponownie
- 1049–1055 – Eutymiusz I
- 1055–1065 – Jerzy III
- 1065–1080 – Gabriel III
- 1080–1090 – Dymitr
- 1090–1100 – Bazyli III
- 1100–1142 – Jan IV
- 1142–1146 – Szymon IV
- 1146–1150 – Sawa II
- 1150–1178 – Mikołaj I
- 1178–1186 – Michał IV
- 1186–1206 – Teodor II
- 1206–1208 – Bazyli IV
- 1208–1210 – Jan V
- 1210–1220 – Epifaniusz
- 1220–1222 – Eutymiusz II
- 1222–1225 – Arseniusz III
- 1225–1230 – Jerzy IV
- 1230–1240 – Arseniusz IV
- 1240–1280 – Mikołaj II
- 1280–1310 – Abraham I
- 1310–1325 – Eutymiusz III
- 1325–1330 – Michał V
- 1330–1350 – Bazyli V
- 1350–1356 – Doroteusz I
- 1356–1364 – Szio I
- 1364–1380 – Mikołaj III
- 1380–1399 – Jerzy V
- 1399–1411 – Elizeusz
- 1411–1426 – Michał VI
- 1426–1430 – Dawid II
- 1430–1435 – Teodor III
- 1435–1439 – Dawid III
- 1440–1443 – Szio II
- 1443–1459 – Dawid III, ponownie
- 1460–1466 – Marek
- 1466–1479 – Dawid IV
- 1480–1492 – Ewagriusz
- 1492–1497 – Abraham II
- 1497–1500 – Efrem I
- 1500–1503 – Ewagriusz, ponownie
- 1503–1510 – Doroteusz II
- 1510–1511 – Dionizy
- 1511–1516 – Doroteusz II, ponownie
- 1517–1528 – Bazyli VI
- 1528–1538 – Malachiasz
- 1538–1541 – Melchizedek II
- 1541–1547 – Herman
- 1547–1550 – Szymon V
- 1550–1557 – Zebedeusz I
- 1557–1562 – Domecjan I
- 1562–1584 – Mikołaj IV
- 1584–1591 – Mikołaj V
- 1592–1599 – Doroteusz III
- 1599–1603 – Domecjan II
- 1603–1610 – Zebedusz II
- 1610–1613 – Jan VI
- 1613–1622 – Krzysztof I
- 1623–1630 – Zachariasz
- 1630–1638 – Evdemoz I
- 1638–1660 – Krzysztof II
- 1660–1675 – Domecjan III
- 1675–1676 – Mikołaj VI
- 1676–1687 – Mikołaj VII
- 1687–1691 – Jan VII
- 1691–1695 – Mikołaj VII, ponownie
- 1696–1700 – Jan VII, ponownie
- 1700–1703 – Evdemoz II
- 1704–1725 – Domecjan IV
- 1725–1737 – Wissarion
- 1737–1739 – Cyryl II
- 1739–1741 – Domecjan IV, ponownie
- 1742–1744 – Mikołaj VII
- 1744–1755 – Antoni I
- 1755–1764 – Józef
- 1764–1788 – Antoni I, ponownie
- 1788–1811 – Antoni II

Autokefalia Kościoła Gruzińskiego została cofnięta; Kościołem w latach 1811–1917 zarządzali egzarchowie

## Katolikosi – patriarchowie całej Gruzji, od 1917
- 1917–1918 – Kirion II
- 1918–1921 – Leonid
- 1921–1927 – Ambroży
- 1927–1932 – Krzysztof III
- 1932–1952 – Kalistrat
- 1952–1960 – Melchizedek III
- 1960–1972 – Efrem II
- 1972–1977 – Dawid V
- od 1977 – Eliasz II